# Internazionale Comunista (rivista)

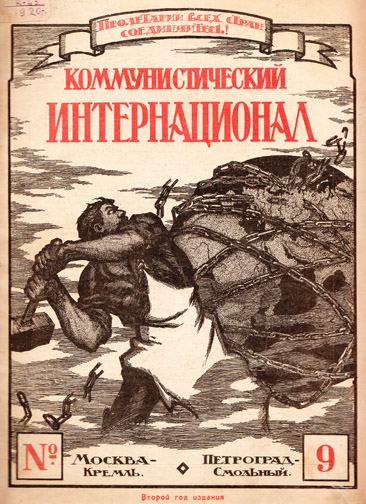
Copertina del nono numero in lingua russa di Internazionale Comunista, 1920. Il motto nel nastro recita: «Proletari di tutti i paesi, unitevi!».

Internazionale Comunista era la rivista ufficiale dell'eponima organizzazione politica, con sede a Mosca. Fu pubblicata dal 1919 al 1943 in una molteplicità di lingue tra cui russo, tedesco, inglese e francese. Pubblicata irregolarmente, con frequenza mensile o quindicinale a seconda della lingua e del periodo, la rivista è considerata una fonte primaria imprescindibile per lo studio del comunismo.

## Fondazione della rivista
La rivista fu fondata nel marzo 1919 in occasione della fondazione dell'Internazionale Comunista (Comintern) a Mosca. Rappresentava l'organo ufficiale del Comitato esecutivo dell'organizzazione ed era diretta dal suo presidente, Grigorij Zinov'ev. Fu inizialmente pubblicata nelle quattro lingue utilizzate più comunemente dal movimento comunista internazionale: russo, tedesco, inglese e francese.
I primi numeri di Internazionale Comunista furono prodotti negli uffici del Comintern a Smol'nyj, nella città di Pietrogrado, con Zinov'ev indicato come direttore della pubblicazione. Il primo numero fu stampato circa due mesi dopo la conclusione del Congresso di fondazione dell'Internazionale Comunista, recando in copertina la data del maggio 1919. La pubblicazione fu concepita come mensile, ma dalla fine del 1919 fu edita con una frequenza leggermente più lenta e irregolare.
La rivista aveva lo scopo di trasmettere notizie, teoria marxista, idee strategiche e dichiarazioni ufficiali del cosiddetto "partito mondiale", il Comintern, ai suoi sostenitori e simpatizzanti in tutto il mondo, al fine di spianare la strada alla rivoluzione comunista globale. Nei suoi primi numeri, Internazionale Comunista rappresentava principalmente «un compendio degli argomenti che secondo i bolscevichi avrebbero guadagnato la classe operaia alla loro causa».

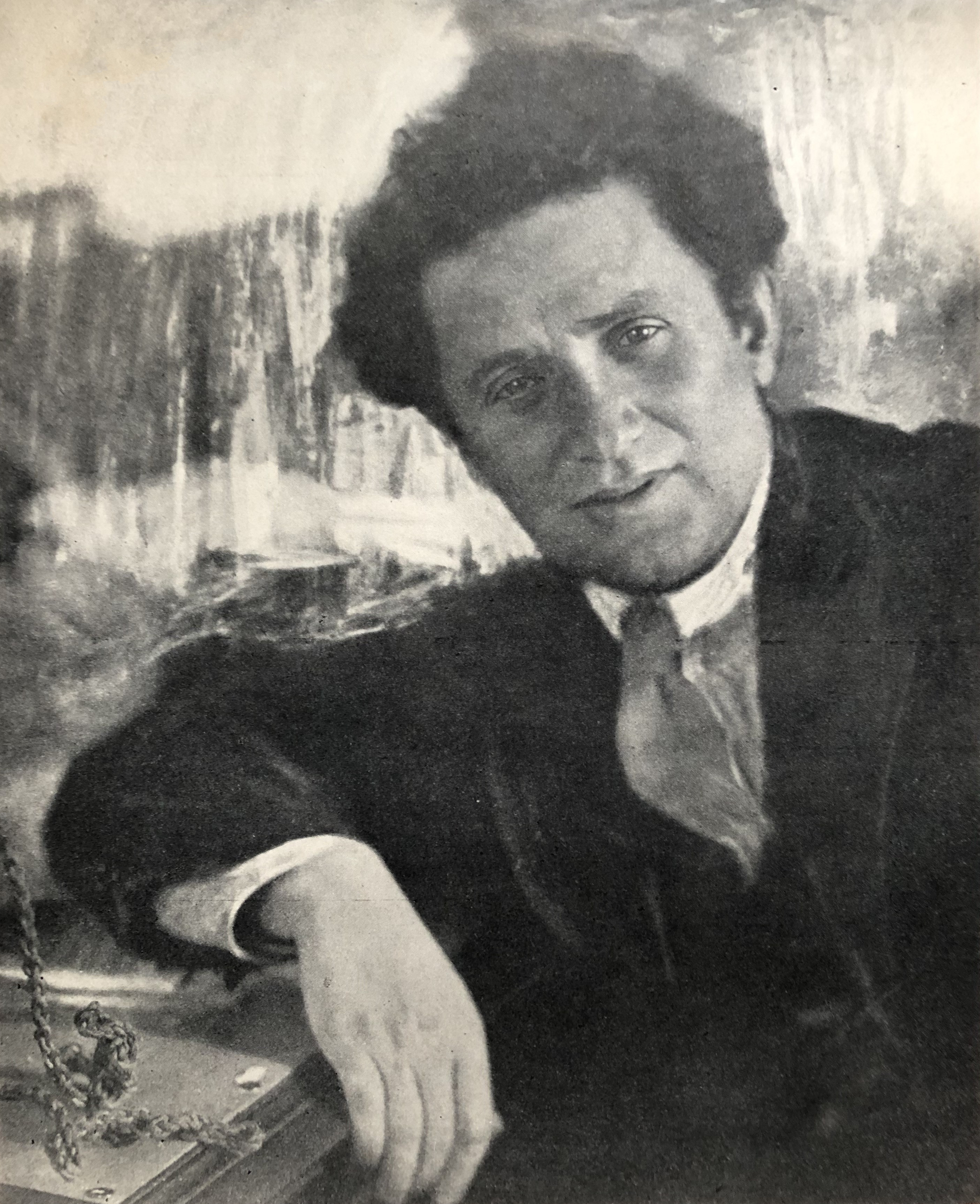
Il presidente del Comintern Grigorij Zinov'ev fu il direttore di Internazionale Comunista alla sua fondazione, nonché uno dei principali redattori della rivista

Il principale redattore di Internazionale Comunista durante il suo anno inaugurale del 1919 fu Grigorij Zinov'ev, autore di undici articoli. Lenin scrisse sette articoli per i sette numeri del 1919. Un altro redattore di rilievo fu il funzionario del Comintern francofono Victor Serge.
Durante i suoi primi anni, la diffusione di Internazionale Comunista fu ostacolata dal blocco alleato contro la Russia sovietica, che limitava la ricezione di notizie tempestive sul movimento comunista mondiale. A causa di tale situazione, in quel periodo la carta stampata non era un efficace mezzo di trasmissione di notizie e informazioni tempestive da parte del Comintern, che comunicava più efficacemente attraverso dei radiotelegrammi mirati. Queste pionieristiche trasmissioni radiofoniche potevano essere trasmesse attraverso qualsiasi blocco fisico e ricevute in Svezia o in Svizzera, prima di essere trasmesse alla stampa comunista nel Regno Unito, in Germania e in altri Paesi europei.
Internazionale Comunista, patinata e illustrata, nella sua funzione di organo di stampa del Comintern fu affiancata a partire dal settembre 1921 da una seconda pubblicazione, meno elaborata, più frequente e di formato più ridotto, l'Inprekorr.

## Programma di pubblicazione
I primi numeri di Internazionale Comunista, in seguito definiti "Vecchia serie", furono pubblicati per la prima volta in russo e poi tradotti in tedesco e in inglese, sebbene non tutti i numeri della prima dozzina (usciti durante gli anni del il blocco alleato) furono stampati in inglese.
A partire dai primi anni 1920 la produzione della rivista in edizioni in lingue diverse dal russo fu decentralizzata, cosicché l'edizione in lingua inglese veniva pubblicata a Londra e da lì esportata negli Stati Uniti. Con l'aumentare della sua diffusione, la rivista divenne una lettura obbligatoria per i dirigenti dei partiti comunisti di tutto il mondo. Una "Nuova serie" di numeri in inglese prodotti a Londra iniziò nel 1924.
Fino al 1925-1926 la rivista apparve regolarmente come mensile sia in russo che in inglese. Nel settembre 1926 l'edizione russa passò a una frequenza settimanale, mentre l'edizione in inglese seguì solo parzialmente il cambiamento, passando a una cadenza di pubblicazione quindicinale nel 1927. La frequenza quindicinale dell'edizione in inglese fu mantenuta fino al settembre 1935, allorché tornò a essere pubblicata mensilmente. A partire dal gennaio 1934 a Londra e New York furono prodotte delle edizioni parallele in lingua inglese, inizialmente con copertine e pagine identiche, ma in seguito con forma e contenuto leggermente diversi.

## Chiusura ed eredità
La situazione cambiò radicalmente alla fine del 1939 con l'inizio della seconda guerra mondiale. L'edizione britannica di Internazionale Comunista fu interrotta bruscamente nel dicembre 1939, mentre dal 1940 fu autorizzata la pubblicazione di un'edizione americana modificata, sulla cui testata fu rimossa l'indicazione della rivista come organo di stampa del Comintern, sostituita delle parole "Edited by Earl Browder", segretario del Partito Comunista degli Stati Uniti d'America (CPUSA). L'edizione americana continuò a pubblicare traduzioni di un numero limitato di articoli dall'edizione russa, ma fu essenzialmente una voce del CPUSA durante i suoi ultimi anni di esistenza.
La versione americana della pubblicazione continuò a essere stampata a New York fino al 1943, quando Iosif Stalin, in segno di amicizia verso i suoi alleati occidentali, sciolse l'Internazionale Comunista e l'omonima rivista.
Considerata dagli storici una delle più importanti fonti primarie sul movimento comunista internazionale, nel 1968 la rivista fu ristampata in più volumi con copertina rigida dall'editore Greenwood Press, nell'ambito di una serie di ristampe di pubblicazioni della sinistra radicale statunitense.